# Tigran Gework Martirosjan
Tigran Gework Martirosjan (orm. Տիգրան Գևորգի Մարտիրոսյան; ur. 9 czerwca 1988 w Leninakanie) – ormiański sztangista, dwukrotny medalista mistrzostw świata i trzykrotny medalista mistrzostw Europy.

## Kariera
Pierwszy sukces w karierze osiągnął w 2007 roku, kiedy na mistrzostwach Europy w Strasburgu zdobył srebrny medal w wadze lekkiej. W zawodach tych rozdzielił na podium reprezentującego Francję Vencelasa Dabayę i Rosjanina Władisława Łukanina. Podczas rozgrywanych rok później mistrzostw Europy w Lignano Sabbiadoro był już najlepszy. W 2008 roku wystartował także na igrzyskach olimpijskich w Pekinie, gdzie wywalczył brązowy medal. Medal ten został mu jednak odebrany, ponieważ w jego organizmie wykryto niedozwolone środki.
Od 2009 roku startuje w wadze średniej. Na mistrzostwach świata w Goyang zdobył srebrny medal, plasując się między dwoma Chińczykami: Lü Xiaojunem i Su Dajinem. Kolejne dwa medale zdobył na mistrzostwach świata w Antalyi i mistrzostwach Europy w Mińsku w 2010 roku, w obu przypadkach zwyciężając. Następnie zdobył złoty medal podczas mistrzostw Europy w Tbilisi w 2015 roku oraz srebrny na mistrzostwach Europy w Førde, przegrywając z Andranikiem Karapetianem.

## Osiągnięcia
| Rok  | Zawody               | Miasto             | Miejsce | Kategoria | Wynik  |
| ---- | -------------------- | ------------------ | ------- | --------- | ------ |
| 2007 | Mistrzostwa Europy   | Strasburg          | 2       | do 69 kg  | 331 kg |
| 2008 | Mistrzostwa Europy   | Lignano Sabbiadoro | 1       | do 69 kg  | 346 kg |
| 2008 | Igrzyska olimpijskie | Pekin              | DSQ     | do 69 kg  | 338 kg |
| 2009 | Mistrzostwa świata   | Goyang             | 2       | do 77 kg  | 370 kg |
| 2010 | Mistrzostwa Europy   | Mińsk              | 1       | do 77 kg  | 360 kg |
| 2010 | Mistrzostwa świata   | Antalya            | 1       | do 77 kg  | 373 kg |
| 2015 | Mistrzostwa Europy   | Tbilisi            | 1       | do 77 kg  | 351 kg |